# Un angelo disteso al sole
« Un angelo disteso al sole/ Un ángel como el sol tú eres » es una canción del cantautor italiano Eros Ramazzotti, lanzada el 12 de octubre de 2012 como sencillo principal del álbum Noi .  También se lanzó una versión en español del sencillo, titulada "Un ángel como el sol tú eres", para lanzar la edición hispana del álbum, Somos . 
La canción fue escrita por Ramazzotti con Luca Chiaravalli y Saverio Grandi. 
Desde entonces, ha sido versionada en griego por la ganadora de La Voz de Grecia, Maria Elena Kyriakou .

## Listado de pistas
"Un angelo disteso al sole" – descarga digital 
1. "Un angelo disteso al sole" – 3:23

"Un ángel como el sol tú eres" – descarga digital 
1. "Un ángel como el sol tú eres" – 3:22

## Listas y certificaciones

### Listas semanales
| Lista (2012)                                | Mejor posición |
| ------------------------------------------- | -------------- |
| Bélgica (Flandes) (Ultratip Bubbling Under) | 16             |
| Bélgica (Valonia) (Ultratop 50)             | 36             |
| Francia (SNEP)                              | 188            |
| Alemania (Offizielle Deutsche Charts)       | 66             |
| Italy (FIMI)                                | 5              |
| Mexico Español Airplay (Billboard)          | 25             |
| Spain (PROMUSICAE)                          | 20             |
| Suiza (Schweizer Hitparade)                 | 27             |

### Gráficos de fin de año
| Gráfico (2012) | Rango |
| -------------- | ----- |
| Italia (FIMI)  | 46    |

## Versiones
La cantante griega Elena Kyriakou, ganadora del primer programa La Voz Grecia, versionó la canción en griego en 2014 en su álbum del mismo título, Δυο άγγελοι στη γη (Dos ángeles en la tierra).  